# 로스트웨이브
로스트웨이브 (Lostwave)는 출처나 정보가 실전되어 알 수 없는 음악을 뜻하는 말이다. 음악의 제목, 아티스트, 수록 앨범, 발매일자를 비롯한 기본정보가 알려진 것이 없거나 부족한 곡들을 가리키는 단어로, 2020년대 들어 레딧을 중심으로 한 영미권 인터넷에서 만들어진 신조어이다.

## 대표적인 사례

### Subways of Your Mind
"Subways of Your Mind"는 1980년대 서독의 공영 라디오 방송국인 북부독일방송의 한 라디오 프로그램에서 틀은 노래를 Darius S라는 인터넷 유저가 녹음한 노래다. 이 노래는 XTC, 더 큐어를 비롯한 여러 아티스트의 노래 모음집을 담은 카세트 테이프에 녹음되었다. 당시 이를 녹음한 사람은 노래를 깔끔하게 듣기 위해 방송 DJ의 곡 소개 파트는 삭제하였는데, 이 때문에 정확한 방송일자와 제목을 알 수 없는 정체불명의 노래로 남게 되었다.
2004년~2007년경 인터넷에 처음으로 게시되었으나 큰 호응을 얻진 못하다가, 2019년 브라질의  10대 누리꾼인 가브리엘 다 실바 비에이라(Gabriel da Silva Vieira)가 스페인 독립 음반사인 '데드 왁스 레코드' (Dead Wax Records)의 니콜라스 수니가 (Nicolás Zúñiga)로부터 이 노래의 기원을 알 수 없다는 정보를 듣고 그 출처를 찾아보기로 했다. 가브리엘은 해당 녹음본을 유튜브와 레딧의 음악 관련 커뮤니티에 업로드해 수소문했고, 레딧에서 상당한 호응을 얻으면서 해당 곡의 출처를 찾는 전용 서브레딧인 r/TheMysteriousSong이 개설되기에 이르렀다.
2019년 5월 27일, 오스트레일리아의 음악 전문 온라인 뉴스인 톤 디프 (Tone Deaf)가 해당곡에 관한 정보를 처음으로 기사화하였다. 이 기사에는 작가 타일러 젱크 (Tyler Jenke)의 초반 수색 과정에 대한 소개와 더불어, 2013년 스웨덴 아티스트 요한 린델의 노래 "On the Roof"의 발굴 사례와 비슷하다는 코멘트가 실렸다.
누리꾼들의 수색이 최고조에 달했던 2019년에는 북부독일방송의 라디오 DJ 폴 배스커빌이 진행하던 프로그램인 <젊은이들을 위한 음악> (Musik für junge Leute)에서 방송된 것으로 여겨졌다. 그러나 배스커빌은 해당곡에 대해서는 잘 모른다며, 진행자가 딱 한번 틀고 나서 폐기된 데모곡이 아닌가라는 추측을 남겼다.
2024년에 발견되었다.

### Everyone Knows That (Ulterior Motives)
2021년 음악 제목 공유 사이트인 WatZatSong의 유저 carl92가 1982년~1999년경에 녹음된 17초짜리 노랫구절 파일을 업로드하면서 알려진 사례다. DVD 백업 파일에서 발견했으며, 음성을 녹음하는 법을 배우다가 남겨진 것으로 보인다고 설명했다.
레딧에서 전용 서브레딧을 개설하고 곡의 출처를 수색하는 과정에서 누리꾼들은 트랙에 쓰인 악기에 주목했다. 드럼의 트랙은 LinnDrum LM2 시스템을 쓴 것으로 추정되었으며, 오디오 파동의 추가 분석을 통해 NTSC의 톤 (북미와 남미 일부 국가 등에서 사용)이 발견됐다. 이 때문에 carl92가 자신은 스페인 사람이며 PAL을 사용한다고 주장한 것이 정말인지 의심하는 시각도 생겨났다.
노래를 만든 아티스트의 유력 후보로는 1980년대부터 활동한 스웨덴 밴드 록시트가 주목받았다. 해당 곡 자체가 록시트의 일부 노래와 유사하고, 녹음 클립의 스케일을 줄였더니 여자 보컬의 목소리가 들렸는데 이 역시 록시트가 "Dangerous" 등 일부 곡에서 썼던 구성과 같다는 주장도 제기됐다. 한편 다른 유저들은 베이스의 사운드가 영국 유명 베이시스트 가이 프랫의 스타일과 유사하다는 지적을 남겼다. 또 노래의 보컬을 두고 새비지 가든의 보컬 대런 헤이스와 비슷하다는 설도 제기됐다. 2023년 11월 17일에는 대런 헤이스 본인이 해당곡을 제작했는지에 관한 DM을 수차례 받고서 자신의 X 계정에 "Everyone Knows That"이라고만 적은 트윗을 올렸다가 삭제하면서 더욱 궁금증을 샀다.

### On the Roof
"On the Roof"는 한동안 로스트웨이브로 알려져 있다가 2013년 스웨덴 아티스트 요한 린델(Johan Lindell)의 Stay(The Second Time Around) 라는 곡이었음이 밝혀진 사례다. 후일 린델은 해당곡을 만든 이후 진로를 바꿔 화가가 되기 위해 경력을 쌓고 있었으며 자신의 곡을 찾으려는 노력이 있었음은 미처 알지 못했다고 밝혔다.

## 같이 보기
- 유실 매체 (로스트 미디어)
- 레어 그루브